# Euscorpius hadzii
Euscorpius hadzii je jeden z větších štírů rodu Euscorpius. Dosahuje jen o málo menší velikosti než Euscorpius italicus.Velikost je 35-48 mm. Patří do čeledi Euscorpiidae. Před revizí rodu patřil k druhu Euscorpius carpathicus. Jeho zbarvení se pohybuje od světle hnědé až po téměř černou. Prosoma je užší a mírně prodloužená. Euscorpius hadzii obývá různá místa. Většina druhů obývá buď člověkem nepřetvořená místa (lesy), nebo se vyskytuje synantropně např. ve sklepích domů. Tohoto štíra lze také nalézt na starých půdách, v loukách, v polích, v domech, ve vlhkých zdech atd.
Tento druh se vyskytuje v severozápadním Řecku, jihozápadním Bulharsku, Chorvatsku, Albánii, Černé Hoře, Severní Makedonii, Bosně a Hercegovině a Srbsku.